# 이범균
이범균(1964년 3월 10일 ~ )은 대한민국의 법조인으로 서울남부지방법원의 부장판사(1급)로 재직하던 시절 정치적 사안에 대한 판결에 유명해졌다. 그리고 차관급인 서울고등법원 부장판사로 승진한 뒤 2021년 사직 의사를 밝혔다. 그는 서울 출생으로, 서울대학교 사법학과를 졸업했으며, 제31회 사법시험에 합격하였다. 1995년 판사로 임용되어, 대구지방법원 부장판사, 창원지방법원 진주지원 부장판사를 역임했다.
원세훈 전 국정원장의 국정원 댓글정치개입 사건과 관련한 선거법 위반 혐의에 대한 1심 판사로써 정치에는 개입하였으나 선거에 관여한 적은 없다는 선거법 무죄를 선고하여 법과 원칙보다는 정치적인 판결을 하였다고 비판받았으며, 이후 재판에서 원세훈은 선거법의 유죄를 받았다.

## 주요 판결
- 대구 여대생 성폭행 살인 스리랑카인 무죄 사건
- 김문수 민주당 서울시의원 허위사실 유포 사건
- 탈북 화교 공무원 간첩 사건
- 국가정보원 여론 조작 사건